# 서울 지하철 10호선
서울 지하철 10호선(서울 地下鐵 10號線) 혹은 수도권 전철 10호선(首都圈 電鐵 10號線)은 3기 지하철 계획에 포함되어있었던 서울 지하철의 노선이다. 1998년 IMF 사태로 인하여 취소되었다.

## 역사
1993년 11월 3기 지하철 계획으로 9호선·11호선·12호선과 함께 발표되었다. 당시 대중교통 이용이 불편했던 지역들을 이어 경기도 광명시를 기점으로 서울특별시 도심을 지나 경기도 구리시까지 이을 예정이었으나, 1998년 IMF 사태로 인하여 취소되었다.

## 현재
현재 10호선이 계획되었던 자리에는 신안산선이 계획되어있으며, 신안산선은 2019년 착공하여 2024년 개통을 목표로 하고 있다.

## 같이 보기
- 3기 지하철